# Peadar O'Loughlin
Pour les articles homonymes, voir O'Loughlin.
Peadar O'Loughlin, né le 6 novembre 1929 à Kilmaley (en) dans le comté de Clare (Irlande) et mort le 22 octobre 2017, est un musicien traditionnel irlandais multi-instrumentiste, qui joue de la flûte, du fiddle et des uilleann pipes. Il est considéré dans le milieu de la musique irlandaise comme une institution depuis la fin des années 1940.

## Biographie
Peadar O'Loughlin remporte, à deux reprises à la flûte, le titre de champion All-Ireland Fleadh en 1956 et en 1957, grâce à son style caractérisé par un débit très rythmé, de rares ornementations, occasionnellement ponctué de silences inhabituels qui mettent en valeur la structure rythmique des mélodies.
Sa renommée est liée à l'enregistrement en 1959 du disque mémorable All-Ireland Champions - Violin, auquel il participe en compagnie de Paddy Canny, P. Joe Hayes et Bridie Lafferty.
Il a également fait partie des Tulla Céilí Band et Kilfenora Céilí Band, et a enregistré deux albums en collaboration avec le piper Ronan Browne et un avec le fiddler Maeve Donnelly.
Dans les années 1960, le collecteur et sonneur de uilleann pipes Breandán Breathnach fonde une maison de disques avec son frère Ciarán. Cette brève aventure donna naissance à un enregistrement, Seancheol ar an Sean-Nós, avec le violoniste Aggie Whyte (comté de Galway) et Peadar O'Loughlin.

## Discographie
- All-Ireland Champions - Violin (1959) ;
- The South West Wind, avec Ronan Browne (1988) ;
- Touch Me If You Dare, avec Ronan Browne (2002) ;
- The Thing Itself, avec Maeve Donnelly (2004).